# كارين ولف
كارين ولف (بالإنجليزية: Karin Wolfe)‏ هي ممثلة أمريكية، ولدت في 6 أبريل 1944 في دالاس في الولايات المتحدة.

## أعمال

### مسلسلات
- عالم آخر

## وصلات خارجية
- كارين ولف على موقع IMDb (الإنجليزية)
- كارين ولف على موقع قاعدة بيانات برودواي على الإنترنت (الإنجليزية)
- كارين ولف على موقع قاعدة بيانات الفيلم (الإنجليزية)